# Ландинские маяки
Ландинские маяки (англ. Lundy North and South Lighthouses) — маяки, расположенные на острове Ланди (Lundy Island) в графстве Девон, Великобритания.

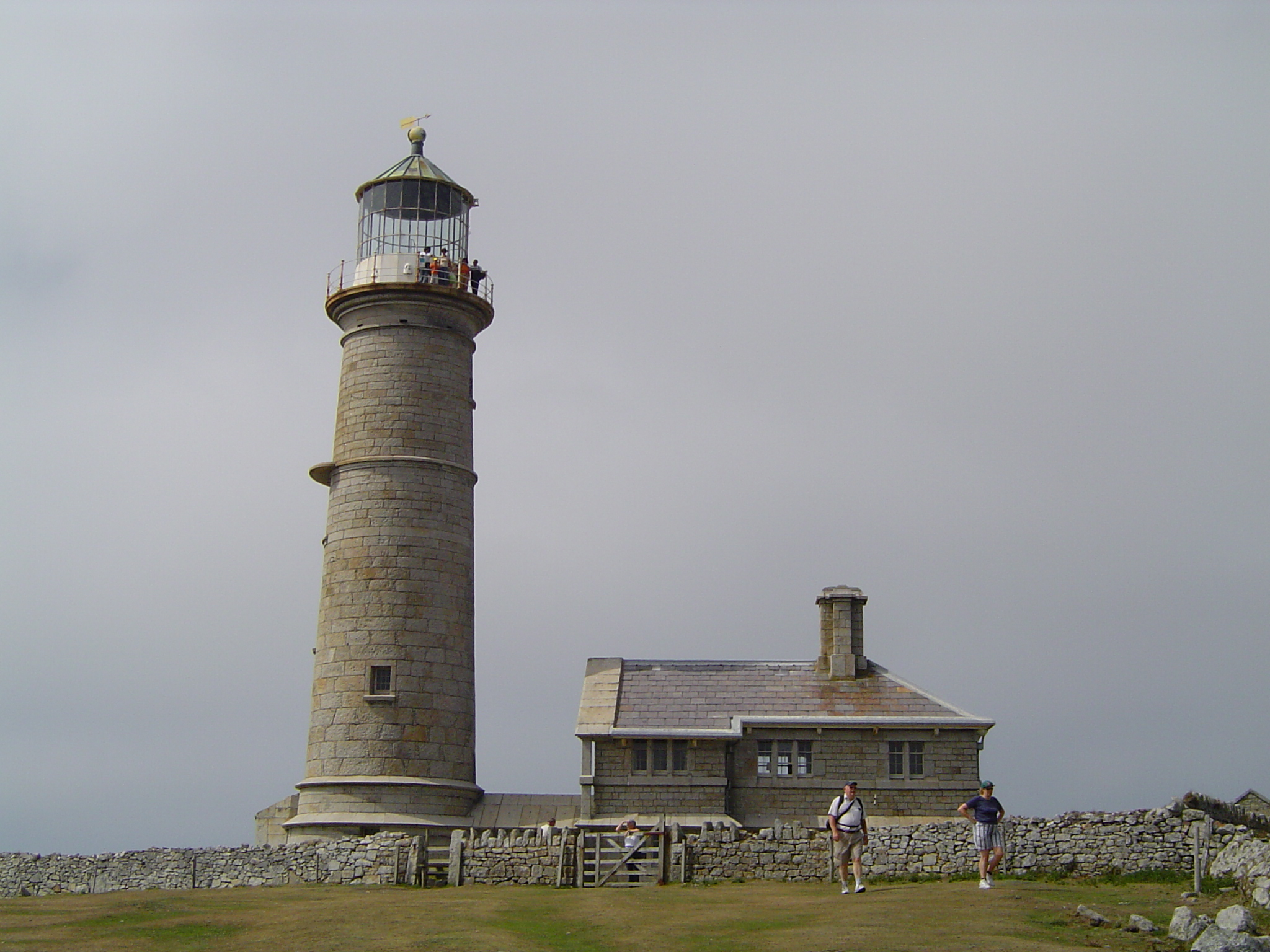
Старый Свет

Основание для маяка на Ланди было заложено в 1787 году, но первый маяк (теперь известный как Старый Свет) был построен только когда Trinity House получила землю в 999-летнюю аренду в 1819 году. 29-метровая гранитная башня была разработана Даниэлем Ашером Александром и построена Джозефом Нельсоном. Из-за жалоб на то, что свет маяка часто закрывается туманами, были построены Северный и Южный Ландинские маяки, а старый маяк был заброшен в 1897 году. Старый Свет и дом хранителя сохраняются открытыми.
В настоящее время Северный и Южный Ландинские маяки заменили старый маяк. Новые маяки окрашены в белый цвет, их работа поддерживается Trinity House. Северная башня 17 метров высотой, что немного выше, чем южная, высота которой — 16 метров. Она производит быструю белую вспышку каждые 5 секунд В 1985 году северный маяк был модернизирован. Южный маяк производит быструю белую вспышку каждые 15 секунд. Он был автоматизирован в 1994 году.